# Grønlund (Gjerdrum)
Grønlund ist eine Ortschaft in der norwegischen Kommune Gjerdrum in der Provinz (Fylke) Akershus. Der Ort hat 5643 Einwohner (Stand: 1. Januar 2024).

## Geografie und Einwohner
Grønlund ist ein sogenannter Tettsted, also eine Ansiedlung, die für statistische Zwecke als eine städtische Siedlung gewertet wird. Im Jahr 2012 wurden die beiden Ortschaften Grønlund und Ask als zwei separate Tettsteder gewertet. Grønlund wurde dabei mit 2393 und Ask mit 1967 Einwohnern geführt. Seit 2013 gelten Ask und Grønlund als ein Tettsted, der den Namen Grønlund trägt. Im Jahr 2013 hatte der nun größere Tettsted Grønlund 4438 Einwohner.

## Geschichte
Im Ortsteil Ask kam es am 30. Dezember 2020 zu einem Erdrutsch, bei dem insgesamt zehn Personen starben.